# Askersund
Askersund es una localidad del municipio homónimo en la provincia de Örebro, Suecia, con una población cercana a los 4000 habitantes en el año 2010. Se encuentra situada sobre la costa norte del lago Vättern, el segundo mayor lago del país.